# Паміро-Алай

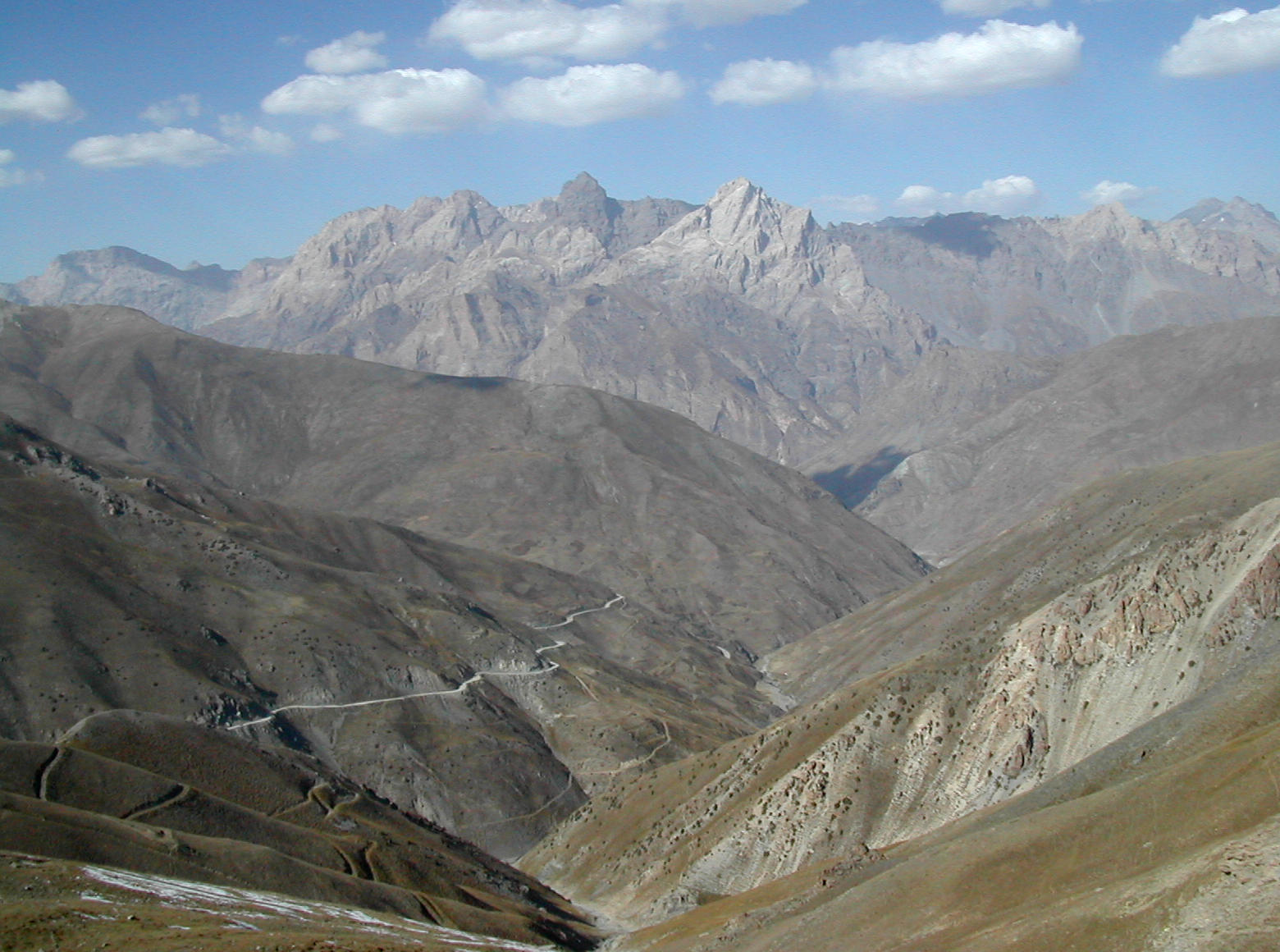
Зарафшанський хребет біля Анзобського перевалу

Паміро-Алай — гірська система на південному сході Середньої Азії на південь від Ферганської долини і на північ від верхів'їв Амудар'ї. Адміністративно розташована на території Таджикистану, частково — у Киргизстані (на північному сході), Узбекистані (на заході) і Туркменістані (на південному заході); східний і частково південний край заходить в Китай і Афганістан. Складається з трьох основних частин: Гісаро-Алай, Таджицька депресія та Памір.
Північними хребтами Паміро-Алаю є Алайський і Туркестанський, які оздоблюють з півдня Ферганську долину. Від лінії цих хребтів у районі Матчинського гірського вузла (висоти понад 5600 м) відходить Зеравшанський хребет, який тягнеться на захід південніше Зеравшану. Для цих трьох хребтів характерні зубчасті пасма, гострі вершини, гірськольодовикові форми рельєфу. Від Зеравшанського хребта з південного боку відходить потужний Гісарський хребет.
На південь від Гісарського хребта розташовується Таджицька депресія, у якій знаходиться безліч порівняно невисоких складчастих хребтів, що протягуються з північного сходу на південний захід і південь-південний захід, в плані злегка вигнутих і звернених опуклістю на північний захід.
Паміро-Алай — найбільша область гірського заледеніння: тут налічується понад 10 600 льодовиків на площі 9820 км².